# Roderick Murchison

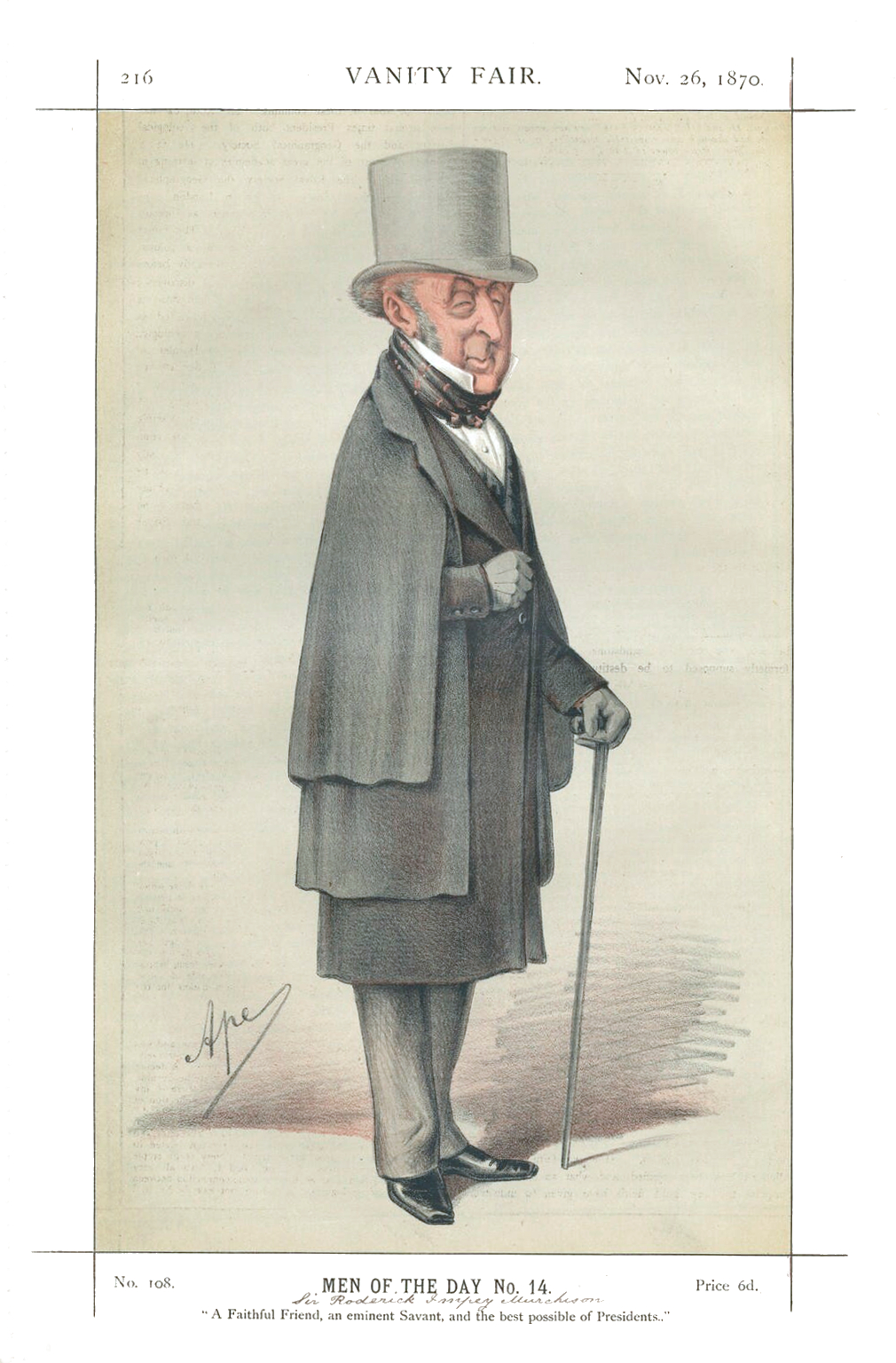
Sir Roderick Murchison în Vanity Fair

Sir Roderick Impey Murchison, prim baronet (n. 19 februarie 1792, Ross and Cromarty⁠(d), Scoția, Regatul Marii Britanii – d. 22 octombrie 1871, Londra, Regatul Unit al Marii Britanii și Irlandei) a fost un geolog britanic care a descris și a investigat sistemul silurian.

## Activitate
În 1831 s-a dus la granița Anglia – Țara Galilor, pentru a încerca să descopere dacă rocile care stau la baza vechii gresii roșii ar putea fi grupate într-o ordine cu succesiune certă. Rezultatul a fost instituirea sistemului silurian sub care au fost grupate, pentru prima dată, o serie remarcabilă de formațiuni, fiecare plină cu resturi organice distinctive și foarte diferite de cele ale celorlalte roci ale Angliei. Aceste cercetări, împreună cu descrierea bazinelor carbonifere din Țara Galilor de Sud și a teritorilor de frontieră engleză, au fost publicate în Sistemul Silurian (1839). 
Înființarea sistemului silurian a fost urmată de cea a sistemului devonian, o cercetare la care Murchison a asistat atât în sud-vestul Angliei, cât și în Renania. Curând după aceea, Murchison a inițiat o importantă campanie geologică în Rusia, în vederea extinderii în acea parte a continentului a clasificării pe care a reușit să o elaboreze pentru rocile mai vechi din Europa de Vest. A fost însoțit de Édouard de Verneuil (1805-1873) și contele Alexander von Keyserling (1815-1891), împreună cu care a realizat o lucrare despre Rusia și Munții Ural. Publicarea acestei monografii (în 1845) completează prima și cea mai activă jumătate din cariera științifică a lui Murchison. A fost ales membru onorific străin al Academiei Americane de Arte și Științe în 1840.
În 1846 a devenit cavaler, iar în același an a prezidat reuniunea Asociației Britanice de la Southampton. În ultimii ani ai vieții, o mare parte a timpului a fost dedicată afacerilor Societății Regale Geografice, pentru care a fost cofondator (în 1830) și președinte (1843-1845, 1851-1853, 1856-1859 și 1862-1871). A lucrat și pentru Comisia Regală la Muzeul Britanic (1847-1849).
Societatea Regală i-a acordat medalia de Copley, iar Societatea Geologică medalia Wollaston . Aproape că nu exista o societate științifică străină fără numele său printre membrii de onoare. Academia Franceză de Științe i-a acordat premiul Cuvier și l-a ales unul dintre cei opt membri străini ai săi, urmându-i lui Michael Faraday. În 1855, a fost ales membru străin al Academiei Regale Suedeze de Științe și în 1871 a primit Medalia de Aur a Royal Society Geological Society.

## Moștenire
Craterul Murchison de pe Lună și cel puțin cincisprezece locații geografice de pe Pământ îi poartă numele. 
Printre acestea se numără: Munții Murchison, parte a Alpilor Stauning și Murchison Sound în Groenlanda;  Muntele Murchison în Parcul Național Banff, Canada; Muntele Murchison în Antarctica; Muntele Murchison, la vest de Squamish, Columbia Britanică, Canada; mica insulă Murchison din Insulele Regina Charlotte din aceeași provincie; Cascada Murchison (Uganda); râul Murchison din Australia de Vest. Alte două râuri din Australia de Vest sunt numite după el: râul Roderick și râul Impey, ambii afluenți ai Murchison. Orașul Murchison din Regiunea Tasman din Insula de Sud a Noii Zeelande a fost numit după el. Murchison Road este una dintre străzile din estul Londrei și există Murchison Avenue în Old Bexley, sud-estul Londrei.

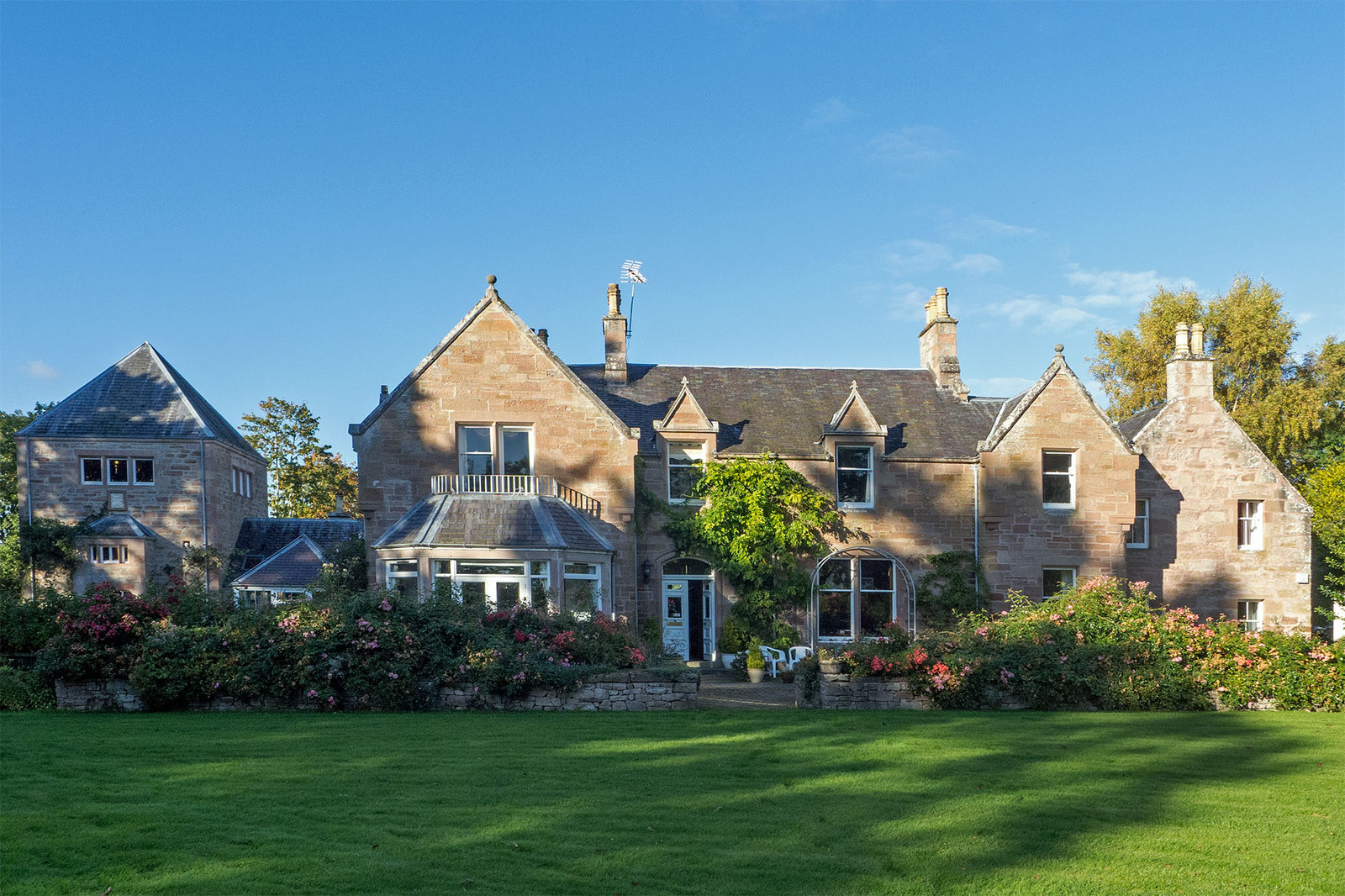
Casa Tarradale

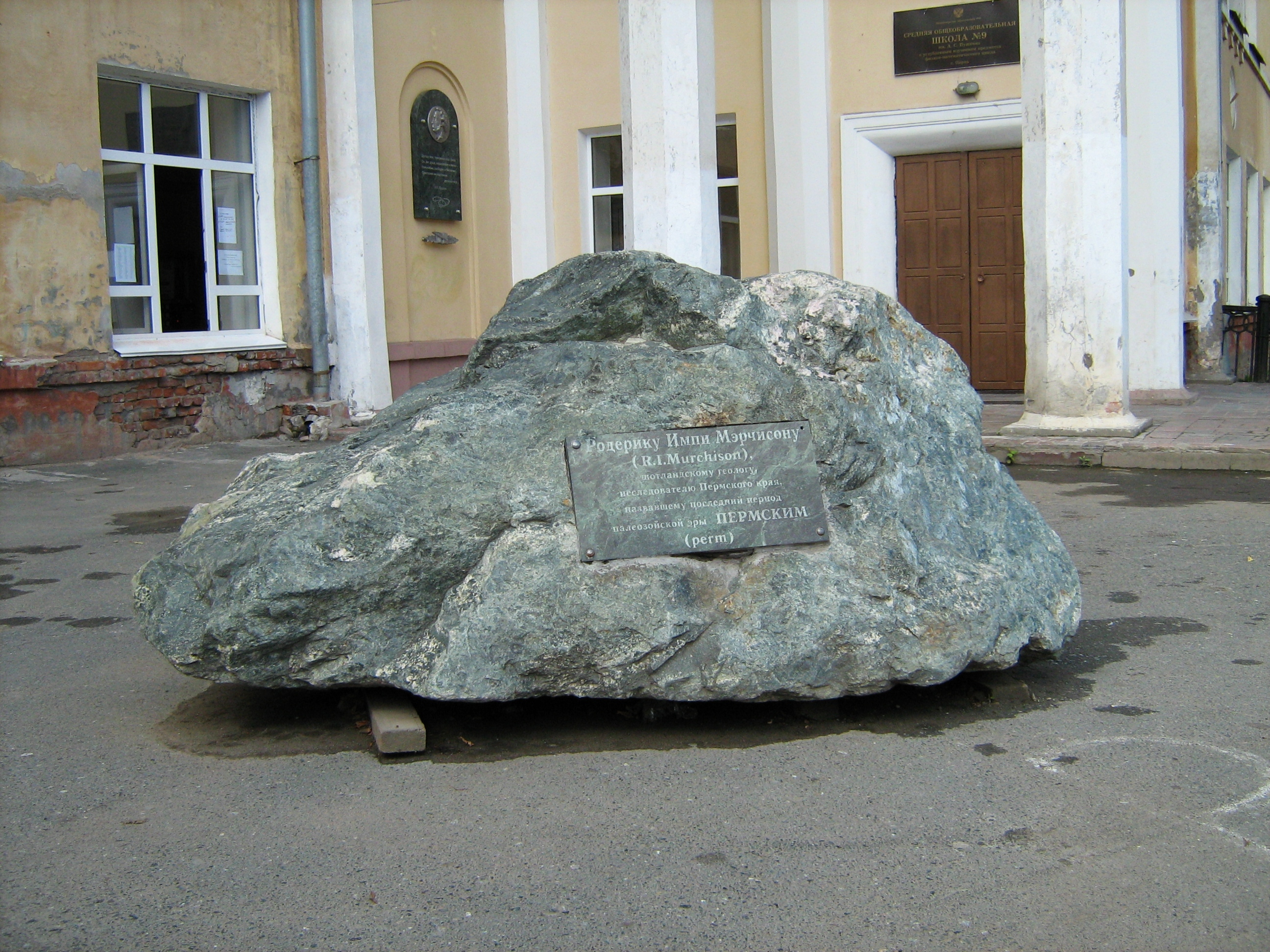
Placă memorială